# قاذفات
القاذفات (Anhinga) هو فصيلة من الطيور التي تنتمي لرتبة الأطيشيات ، وتدعى أيضا الطيور الثعابنية لأنها لها رقبة رقيقة شبيه بجسد الثعابين . ولدى هذه الفصيلة 4 أنواع .

## الوصف
- هذه الطيور مائية وهي كبيرة الحجم (91 سم) مع عنق رقيقة وطويلة ولها شكل ثعبان، ولها منقار طويل كالحربة .

## الصيد
يتميز هذا النوع من الطيور بقدرتها على السباحة والغطس أتناء الصيد، حيث تصطاد في الماء بواسطة مناقيرها الحادة التي تستعملها كرمح يخترق الأسماك، حيث تخرج بعد اصطيادها لتأكلها على اليابسة.

## التوزيع
- وهي توجد في المناطق الاستوائية وشبه الاستوائية، حيث يعيشون في المناطق الساحلية أو الداخلية، ويفضل أن يكون ذلك في مياه راكدة أو تدفقها بطيء.

## قائمة الأنواع
- وفقا لتصنيف المرجعية (الإصدار 2.2) للمؤتمر الدولي للطيور :
  - جنس قاذفات ، بريسون 1730 :
    - قاذف الأميركي .(ليينوس 1766 ).
    - قاذف الأحمر .(بونانوو 1769 ) .
    - قاذف الأفريقي .(دودين 1806 ) .
    - قاذف الأسترالي .(جولد 1874 ) .